# Bombningen av Zadar
Bombningen av Zadar (kroatiska: Bombadiranje Zadra) eller De allierades bombning av Zadar (Savezničko bombardiranje Zadra) avser de flygbombningar som utfördes av de allierade under andra världskriget och riktades mot Zadar (då känd under sitt italienska namn Zara) i dagens Kroatien. Zadar hade efter Österrike-Ungerns upplösning 1918 och Rapallofördraget 1920 tillfallit Italien. Staden var inte den enda italienska (eller kroatiska) staden att bombas av de allierade men sticker trots olika uppgifter ut med synpunkt ur antalet flyggattacker, materiella skador och dödsoffer i förhållande till stadens storlek. Händelsen har av denna anledning i Kroatien kommit att jämföras med bombningen av Dresden.
De allierades bombning av Zadar fortgick från november 1943 till oktober 1944 och händelsen anses vara den mest omvälvande i stadens historia sedan belägringen av Zadar år 1202. Uppemot 80 procent av stadens bebyggelse ödelades och antalet dödsoffer kan ha uppgått till 1 000-4 000 personer i en stad med då knappt 20 000 invånare. Det exakta antalet dödsoffer har med all säkerhet inte gått att fastställa då den kommunistiska regimen i Folkrepubliken Jugoslavien kom att politisera händelsen och en opolitisk utredning av bombningarna aldrig kom till stånd. Säkert är att de allierades bomber kom att förstöra historisk bebyggelse och kulturella skatter i en stad som saknade nämnvärd industri eller militär betydelse.   

## Bakgrund
Zadar var vid andra världskrigets utbrott en italiensk enklav vid den östra adriatiska kusten. Staden hade en multikulturell (kroatisk-italiensk) prägel där de italiensktalande var i majoritet. 1940 hade det fascistiska Italien förklarat krig mot Storbritannien och Frankrike och den 6 april 1941 angrep axelmakterna Jugoslavien. I Zadar fanns italienska styrkor som hade deltagit vid angreppet mot Jugoslavien. Den 17 april 1941 kapitulerade Jugoslavien och den fascistiska Oberoende staten Kroatien utropades som självständig stat. 
I Romfördraget från 1941 ingick det fascistiska Italien och Oberoende staten Kroatien ett avtal som gav italienarna stora delar av Dalmatien. 1943 kapitulerade Italien inför axelmakterna. Det kaos som uppstod i samband med kapitulationen och den italienska arméns upplösning kom att utnyttjas av Oberoende staten Kroatien. Romfördraget från 1941 förklarades som ogiltigt av den kroatiska sidan. Tyska och kroatiska styrkor som var allierade under kriget återtog därefter de tidigare italienskhållna områdena i Dalmatien och anslöt dem till Oberoende staten Kroatien. Den kroatiska sidans önskan om att införliva Zadar i Oberoende staten Kroatien kom inte att uppfyllas med motiveringen att Zadars status inte hade varit ett ämne i Romfördraget. Istället kom staden fortsatt att styras av den italienska administrationen under tyskt militärt beskydd. Den kroatiska riksföreståndaren Ante Pavelić hade utsett Zadar till residensstad i Sidraga-Ravni Kotaris län men hans tilltänkta landshövding tilläts inte tillträde till staden. Det var under dessa osäkra omständigheter som de allierade i slutet av 1943 inledde flygbombningar av Zadar.

## Bombningarna
De jugoslaviska partisanerna ledda av Tito var de allierades lierade i Jugoslavien. De allierade hade mottagit rapporter från partisanerna som överdrev den tyska militära närvaron i Zadar vilket fick de allierade att skrida till verket. Den första större flygbombningen av staden inleddes den 2 november 1943 då USA:s flygvapen (USAF) angrep staden från luften. Vid den inledande attacken dödades 156 civila personer varav 38 barn. 260 personer skadades. Större bombräder med civila dödsoffer skulle följa den 28 november, 16 och 30 december samma år. Mellan dessa datum förekom småskaliga bombräder. De allierades användning av bombmattor kom att ödelägga hela kvarter. Den sista större bombningen genomfördes den 31 oktober 1944, samma datum som de jugoslaviska partisanerna intog staden. 

### Fotnoter
1. 1 2 3  Dnevno.hr Arkiverad 26 november 2013 hämtat från the Wayback Machine. (kroatiska)
2. ↑  Karakaš, Marica. ”Žrtve saveznickih bombardiranja Nezavisne Države Hrvatske u jugoslavenskim popisma žrtava rata (1947., 1950. i 1964.) i hrvatskim žrtvoslovima (1991.-2005.)” (på kroatiska) ( PDF). Centar za politološka istraživanja. Arkiverad från originalet den 17 januari 2013. https://www.webcitation.org/6DkWBIiGu?url=http://www.cpi.hr/download/links/hr/11717.pdf. Läst 28 september 2014.
3. 1 2 3  Index.hr (kroatiska)
4. ↑  057info.hr (kroatiska)